# Économie de la Macédoine du Nord
L'économie de la Macédoine du Nord traite de la situation économique conjoncturelle et structurelle de la Macédoine du Nord de nos jours.
Le pays, qui était la république yougoslave la plus pauvre, a déclaré son indépendance en 1991 et connu une première décennie très difficile, à cause d'un conflit sur son nom avec la Grèce et des guerres de Yougoslavie qui lui ont fait perdre son premier partenaire économique, la Serbie. Le passage à l'économie de marché et la privatisation des entreprises d'État ne s'est achevée qu'après 2001. L'économie macédonienne a aussi souffert de la guerre du Kosovo et du conflit ethnique qui a secoué le pays en 2001. Le pays possède enfin un taux de chômage élevé, toutefois biaisé par une économie parallèle importante.
Des politiques nationales prudentes et rigoureuses ont permis au produit intérieur brut d'être en augmentation depuis 2002. La Macédoine du Nord connait ainsi l'un des taux de croissance les plus élevés d'Europe avec une moyenne de 4 % et le pays se situe au 10e rang mondial en 2019 concernant la facilité de faire des affaires. La monnaie nationale, le denar, est très stable.
La Macédoine du Nord produit et exporte principalement des primeurs, du tabac, du textile, du plomb, du cuivre et du zinc et importe surtout des biens de consommation et des hydrocarbures.

## Histoire

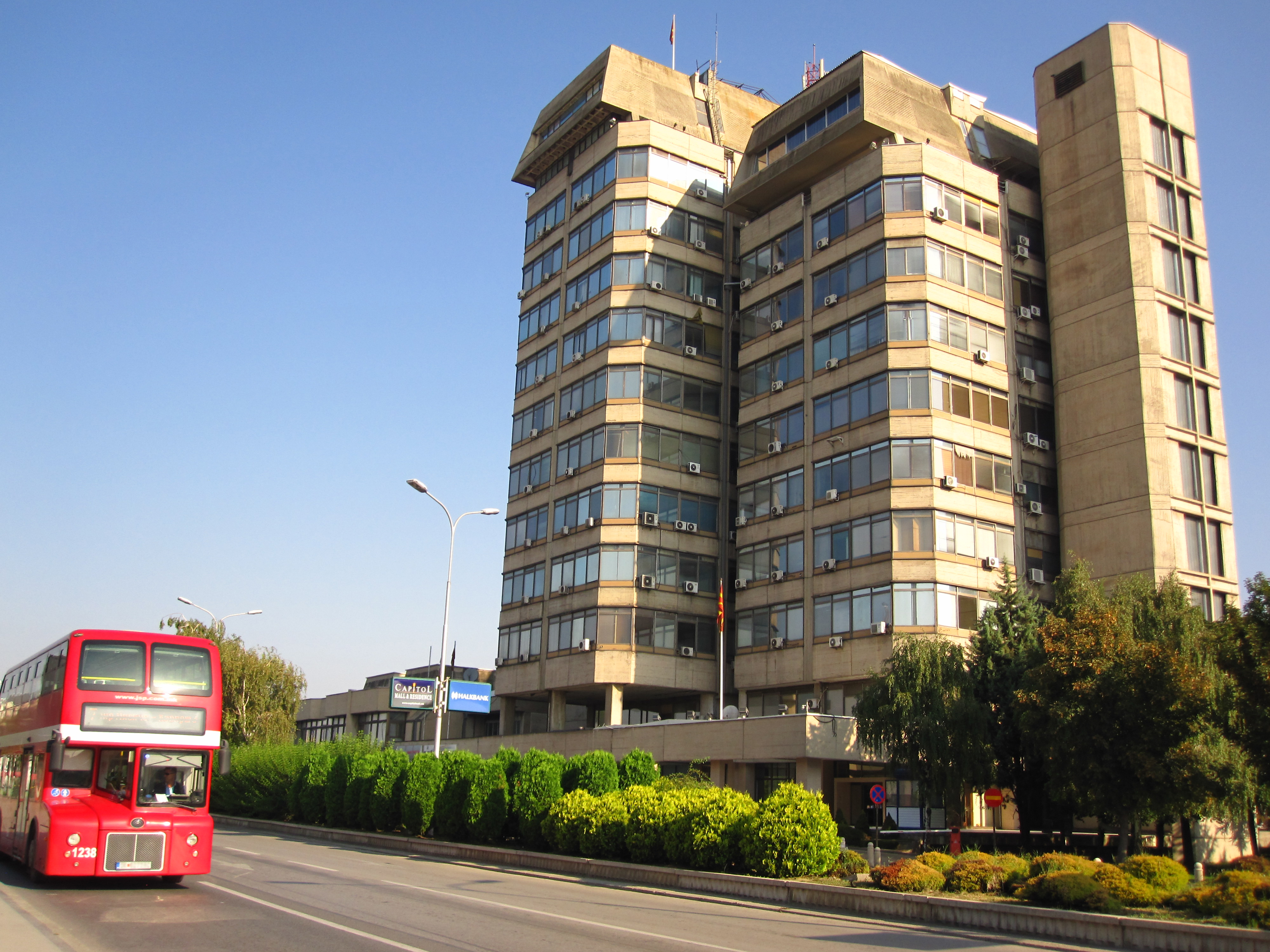
Le siège de la Banque nationale de Macédoine du Nord à Skopje.

L'économie de la Macédoine du Nord est déjà en crise avant la déclaration d'indépendance en 1991. La République socialiste de Macédoine possède ainsi une dette publique énorme, contractée pour développer l'économie, qui s'élève à vingt milliards de dollars. En 1988, le taux d'inflation atteint les 250 % et 27 % de la population active est au chômage. Après l'indépendance, en 1991, le pays amorce sa longue transition vers l'économie de marché. Le conflit du nom avec la Grèce influe considérablement sur la vie économique du pays, car Athènes lance rapidement une vaste campagne internationale afin d'empêcher la reconnaissance du pays et son accession aux institutions internationales, puis en 1992, elle ferme totalement sa frontière et impose un embargo sur le pétrole. Enfin, en février 1994, la Grèce déclare la fin totale des échanges économiques avec la Macédoine du Nord ; seule l'aide humanitaire peut franchir la frontière.
La Macédoine du Nord perd son principal port d'exportation, Thessalonique, et les guerres de Yougoslavie empêchent le commerce avec la Serbie voisine. Le pays perd 60 % de son activité commerciale et frôle la faillite ; la pauvreté engendrée encourage enfin les activités illégales, dont est issu un tiers du PIB du pays et le denar doit sans cesse être dévalué jusqu'en 1995. L'année la plus difficile est 1993 : le PIB de la république chute alors de 21 %. La même année, le pays entame la privatisation des entreprises d'État. La fin du conflit autour du nom signifie la fin du blocus grec, l'économie s'améliore légèrement. L'inflation, fixée à 2 200 % en 1992, est ainsi descendue à 55 % en 1995 et à moins de 5 % en 1997. Le commerce d'exportation reste toutefois très faible, il ne vaut que 1,3 milliard de dollars en 1998, alors que celui de la Yougoslavie, alors soumise à un blocus international, s'élève à 2,9 milliards de dollars pour la même année. Le PIB de la république, après avoir chuté de 15,7 % entre 1991 et 1993, connaît une faible augmentation de 1,7 % entre 1996 et 1998. Pendant les mêmes intervalles, la production industrielle a respectivement chuté de 14,4 % puis a augmenté de 3,1 % mais le taux de chômage, fixé à 19 % en 1991, atteint les 40 % en 1998 ; la Bosnie-Herzégovine est le seul autre pays issu de la Yougoslavie à avoir un chiffre aussi catastrophique. En 1999, la guerre du Kosovo influe ensuite lourdement sur l'économie macédonienne puisque le pays ne peut plus exporter du tout vers la Yougoslavie et doit trouver des clients alternatifs, par exemple la Bulgarie, la Roumanie ou la Grèce.
Le conflit ethnique entre les Macédoniens et la minorité albanaise de 2001 a lui aussi des conséquences économiques. 2001 est pour la Macédoine du Nord une année de récession : le PIB baisse ainsi de 5 % et les investisseurs étrangers évitent le pays. Après les accords d'Ohrid qui met fin aux hostilités, l'économie s'améliore lentement, le PIB augmente de 0,3 % en 2002 et les investissements étrangers reprennent en 2003. Les accords d'Ohrid ont par ailleurs permis la stabilisation politique nécessaire au développement économique du pays.
La petite taille de la Macédoine du Nord rend son économie vulnérable et dépendante de l'intégration européenne. La république, qui ne fournissait que 5 % des revenus de la Yougoslavie dans les années 1980, est l'un des pays les plus pauvres d'Europe. Elle possède un taux d'inflation faible, mais un taux de chômage avoisinant les 30 % et elle peine encore à recevoir des investissements étrangers et à créer des emplois. Le pays connaît un important marché noir, estimé à plus de 20 % du PIB et encouragé par la position du pays, situé sur les routes des trafiquants de drogue et de personnes. Les gouvernements successifs ont imposé l'austérité économique, une politique monétaire prudente et de nombreuses réformes qui ont permis l'octroi de prêts importants et nécessaires au développement du pays. La crise financière mondiale de 2007-2008 s'est surtout ressentie par la diminution des investissements extérieurs et par un grand déficit commercial. La croissance économique a lentement repris en 2010, avec un chiffre estimé à 1,3 %.
Le gouvernement de Nikola Gruevski s'oriente vers une politique de dumping fiscal et social afin d'attirer les investisseurs étrangers. Toutefois, les privatisations ont provoqué la destruction du socle industriel du pays. En outre, le VMRO-DPMNE impose son contrôle sur les institutions et l'économie. Ainsi, les journalistes Jean-Arnault Dérens et Laurent Geslin soulignent qu'au sein des institutions, « un étroit système de contrôle est censé assurer la loyauté des employés de l’Etat. Pour obtenir une mutation ou un avancement, il est nécessaire de prendre la carte du VMRO-DPMNE. Et il faut faire attention à ce que l’on dit pour ne pas perdre son emploi : les espions et les délateurs sont partout. Les milieux économiques se plaignent aussi discrètement des pressions du régime : dans chaque entreprise, il est « recommandé » d’embaucher un cadre du VMRO-DPMNE pour éviter les contrôles fiscaux intempestifs. »
En 2015, les émigrés ont envoyé au pays 252,1 millions de dollars, une somme équivalente à celle des investissements étrangers. L’économie informelle représente 35 % du produit intérieur brut (PIB), et près de 20 % des habitants vivent au-dessous du seuil de pauvreté, tandis que le budget national est en déficit chronique et que la dette publique est en augmentation constante.
Près de 500 000 personnes ont quitté le pays entre 1991 (indépendance du pays) et 2010, notamment en raison du très fort taux de chômage (30 %) et des faibles salaires.

## Monnaie
La Macédoine du Nord a introduit sa propre devise, le denar macédonien, en 1992. Celui-ci remplace alors le dinar yougoslave. Il doit vite faire face à l'inflation très élevée, qui augmente en moyenne de 83 % par mois. Le gouvernement macédonien prend rapidement des mesures drastiques, comme la fixation du cours du denar sur celui du mark allemand (27:1) et le gel des prix de l'énergie et de la nourriture. Après quatre mois, le taux d'inflation est descendu à 8 % par mois et les mesures prises par le gouvernement sont couronnées de succès puisque le denar est désormais une monnaie viable. En mai 1993, un nouveau denar est introduit, il vaut 100 anciens denars.
En 1998, le denar est indexé sur l'euro et son taux de change demeure fixe depuis. L'euro est accepté en Macédoine du Nord pour les sommes importantes, mais le denar reste toujours utilisé pour les petites transactions.

## Secteurs
L'économie macédonienne se caractérise par une agriculture relativement importante, puisqu'elle représente 8,7 % du PIB en 2010. L'industrie, frappée par la transition économique qui a suivi l'indépendance, représente la même année 22,1 % du PIB, et elle connaît un renouveau, puisque la production industrielle macédonienne a augmenté de 10 % en 2011, un taux qui la place au neuvième rang mondial pour la croissance industrielle. Les services représentent quant à eux 69,2 % du PIB

### Agriculture

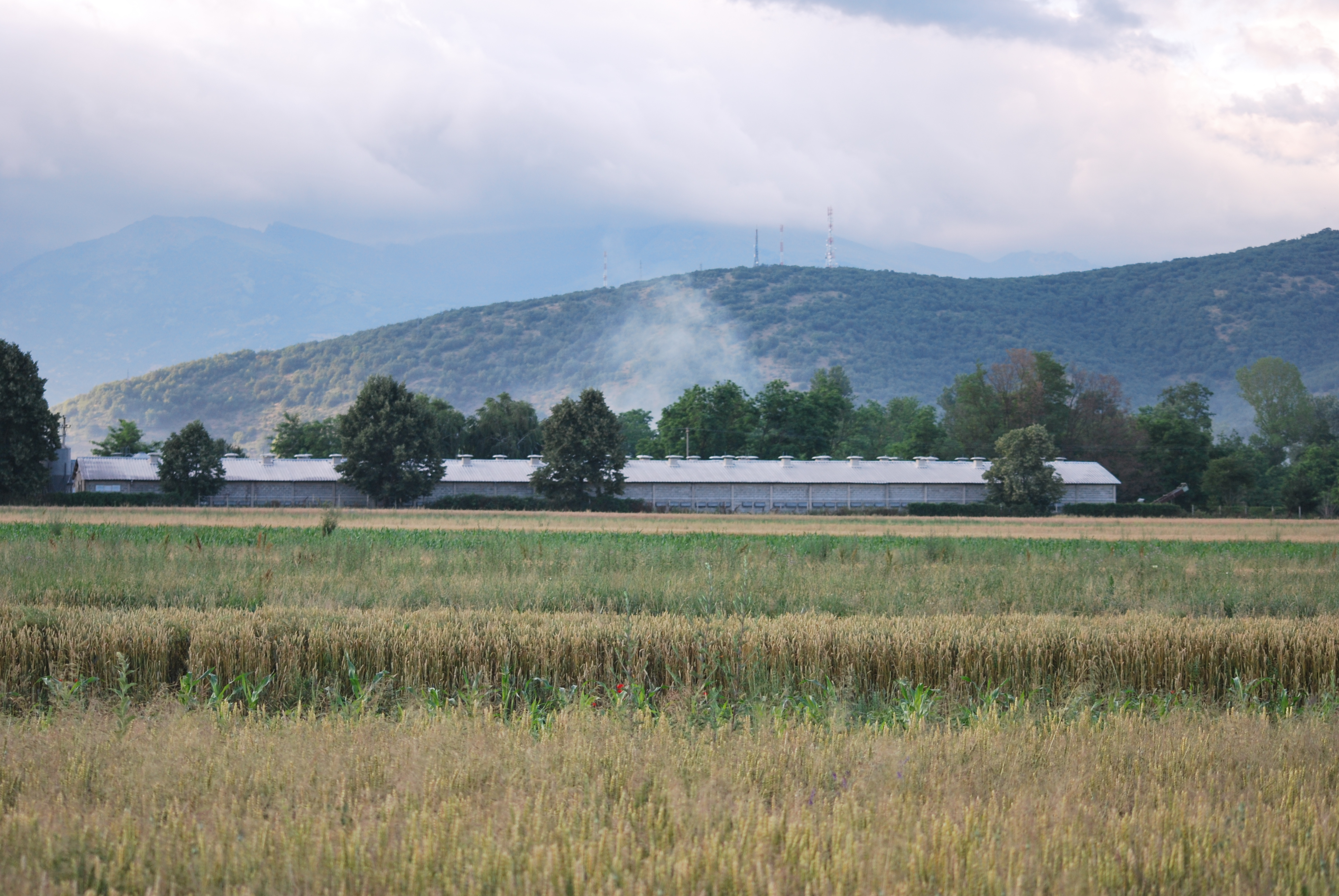
Champs de céréales et ferme industrielle dans le Polog.

La Macédoine du Nord possède 10 140 km2 de terres agricoles, qui représentent presque 39 % de son territoire. La moitié de ces terres sont dévolues aux cultures, l'autre moitié à l'élevage, mais la culture représente environ 70 % de la production totale. Le pays compte aussi 48 606,75 hectares de forêts, largement inexploitées. Il existe deux types d'exploitations agricoles : une minorité, héritées du système socialiste, sont vastes et ont un fonctionnement industriel, les autres, familiales, sont très petites et surtout très nombreuses, car 80 % des exploitations macédoniennes font entre 2,5 et 2,8 hectares. Les agriculteurs macédoniens rencontrent de nombreuses difficultés, comme le manque de graines et d'engrais de qualité, le mauvais état des systèmes d'irrigation et l'absence de bonnes stratégies de vente.
L'élevage ovin domine largement, mais la Macédoine du Nord compte aussi de grands cheptels de bovins et de porcins. L'élevage ovin permet la production de laine, de viande et de lait, notamment utilisé pour la confection de fromage. Les agriculteurs macédoniens élèvent également des volailles et des lapins. Le pays compte enfin plus de 100 000 ruches.
Les cultivateurs macédoniens produisent des céréales, surtout du blé, du maïs, de l'avoine et du riz, et des primeurs, comme des tomates, des pommes de terre, des choux ou encore des pastèques. Ils produisent aussi du tabac, du pavot somnifère et des fruits. La viticulture est également importante ; le vignoble macédonien s'étend sur 28 000 hectares et produit 980 000 hectolitres de vin par an. La plus grande entreprise, le vignoble Tikveš, a été classée en 2008 parmi les trente meilleures marques mondiales lors du Salon international de l'alimentation. Le vin et le tabac représentent ensemble un quart des produits agricoles exportés et les primeurs forment également une part importante des exportations, surtout dirigées vers l'Union européenne et l'ancienne Yougoslavie, notamment la Serbie.

### Industrie

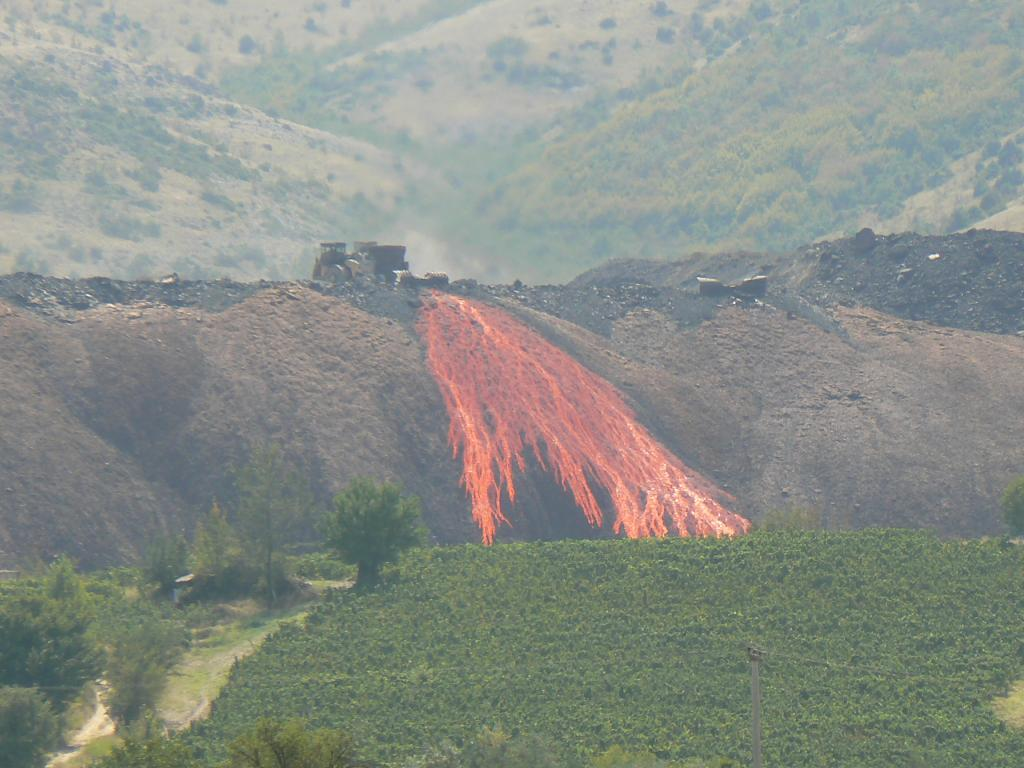
Production de nickel près de Kavadartsi.

L'industrie macédonienne est centrée sur l'agroalimentaire, le textile et la métallurgie. La transformation agroalimentaire s'appuie sur l'abondance et la diversité des ressources locales et l'industrie textile bénéficie des faibles coûts de la main-d'œuvre. Ce secteur est peu élaboré, puisque la Macédoine du Nord ne produit pas de tissu et que ses usines ne fabriquent presque pas de produits finis. L'industrie textile se caractérise aussi par des petites entreprises et des exportations tournées à 80 % vers l'Union européenne.
L'activité métallurgique, autrefois alimentée par les mines locales, est de plus en plus tributaire de l'importation de métaux. L'extraction minière est une activité modeste et concerne surtout le charbon, le cuivre, le plomb, le zinc, le nickel. Les usines métallurgiques les transforment et utilisent aussi des matières premières importées, notamment pour la production d'acier. Les principales entreprises dans ce domaine sont Arcelor Mittal et Makstil Skopje. Parmi les autres grandes entreprises macédoniennes se trouvent aussi Alkaloid Skopje, qui fabrique des produits chimiques, cosmétiques et pharmaceutiques , Rade Končar Skopje, spécialisé dans la production d'appareils électriques, OKTA (raffinerie de pétrole) et la brasserie Prilepska Pivarnica, qui produit de la bière et des jus de fruits,.

### Énergie

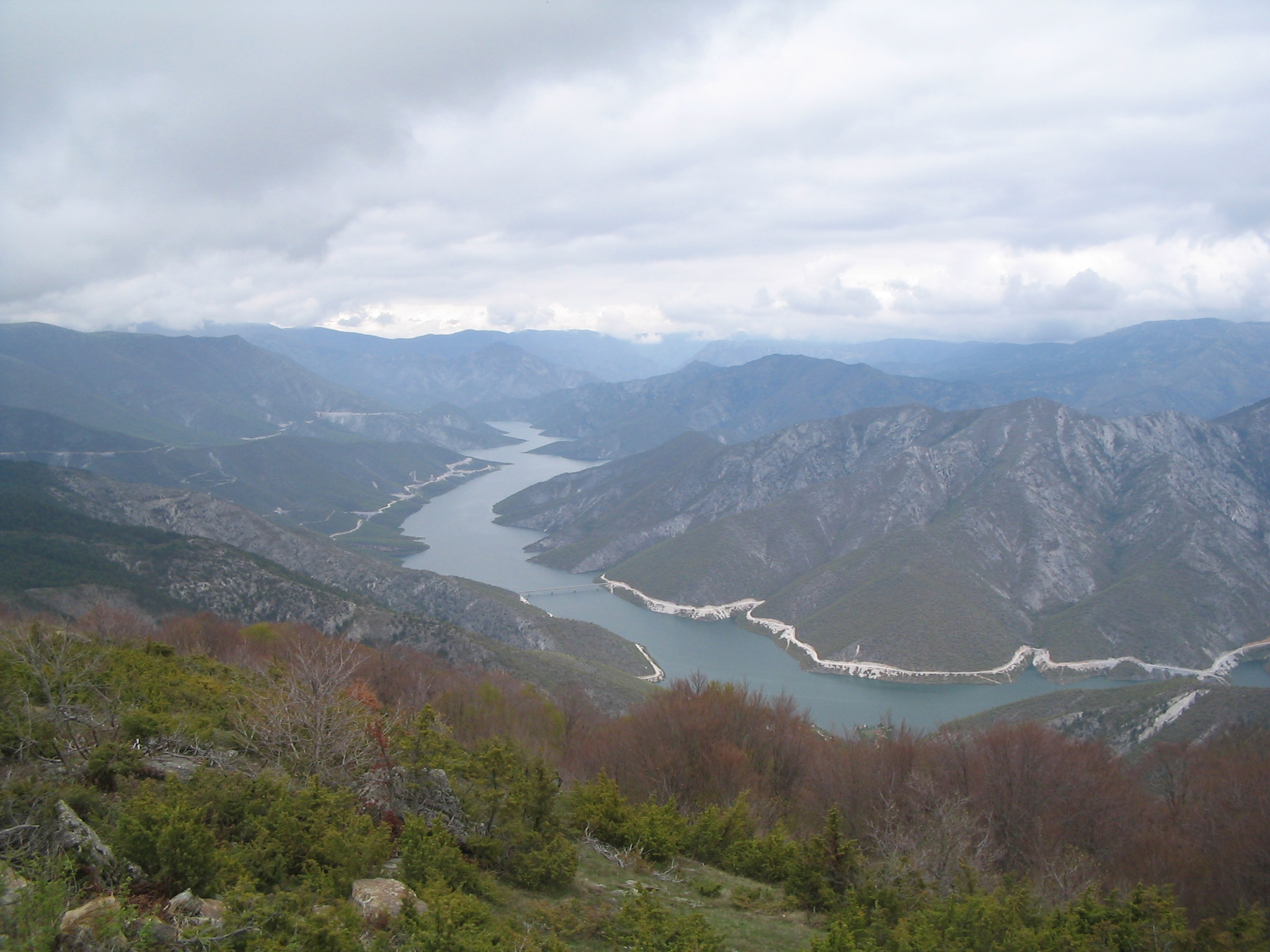
Le lac Kozyak, créé par un barrage hydroélectrique.

La Macédoine du Nord produit 60 % de sa consommation énergétique primaire et dépend grandement des importations. Elle doit ainsi acheter du gaz et du pétrole, mais aussi de l'électricité depuis 2000. En 2007, ces importations s'élevaient à 774 millions de dollars, dont 253 millions pour l'électricité seule. La production électrique est particulièrement menacée par l'épuisement progressif des ressources du pays en lignite, qui fait fonctionner plus des trois quarts des centrales. La prépondérance du chauffage à l'électricité explique la très forte consommation de cette énergie, et limite la dépendance vis-à-vis du gaz. Le gaz est importé de Russie grâce au gazoduc qui traverse l'Ukraine, la Moldavie, la Roumanie et la Bulgarie. L'unique gazoduc macédonien, qui relie la frontière bulgare à Skopje, est relativement neuf car il date des années 1990. La Macédoine du Nord ne compte qu'un oléoduc, construit à la même époque, et il relie la raffinerie Okta, la seule du pays, au port grec de Thessalonique. Makpetrol, principal distributeur macédonien de pétrole et de ses dérivés, est une des principales entreprises du pays.
La part des énergies renouvelables est encore anecdotique, même si la Macédoine du Nord a hérité de la période socialiste de plusieurs centrales hydroélectriques, qui souffrent néanmoins du manque d'entretien. L'énergie solaire se développe lentement, surtout grâce à des initiatives privées, et un premier parc éolien d'une capacité de 37 mégawatts est en construction. La géothermie est exploitée pour le chauffage des serres et le chauffage individuel, mais les sources macédoniennes ne sont pas assez chaudes pour une exploitation massive.

### Commerce et artisanat

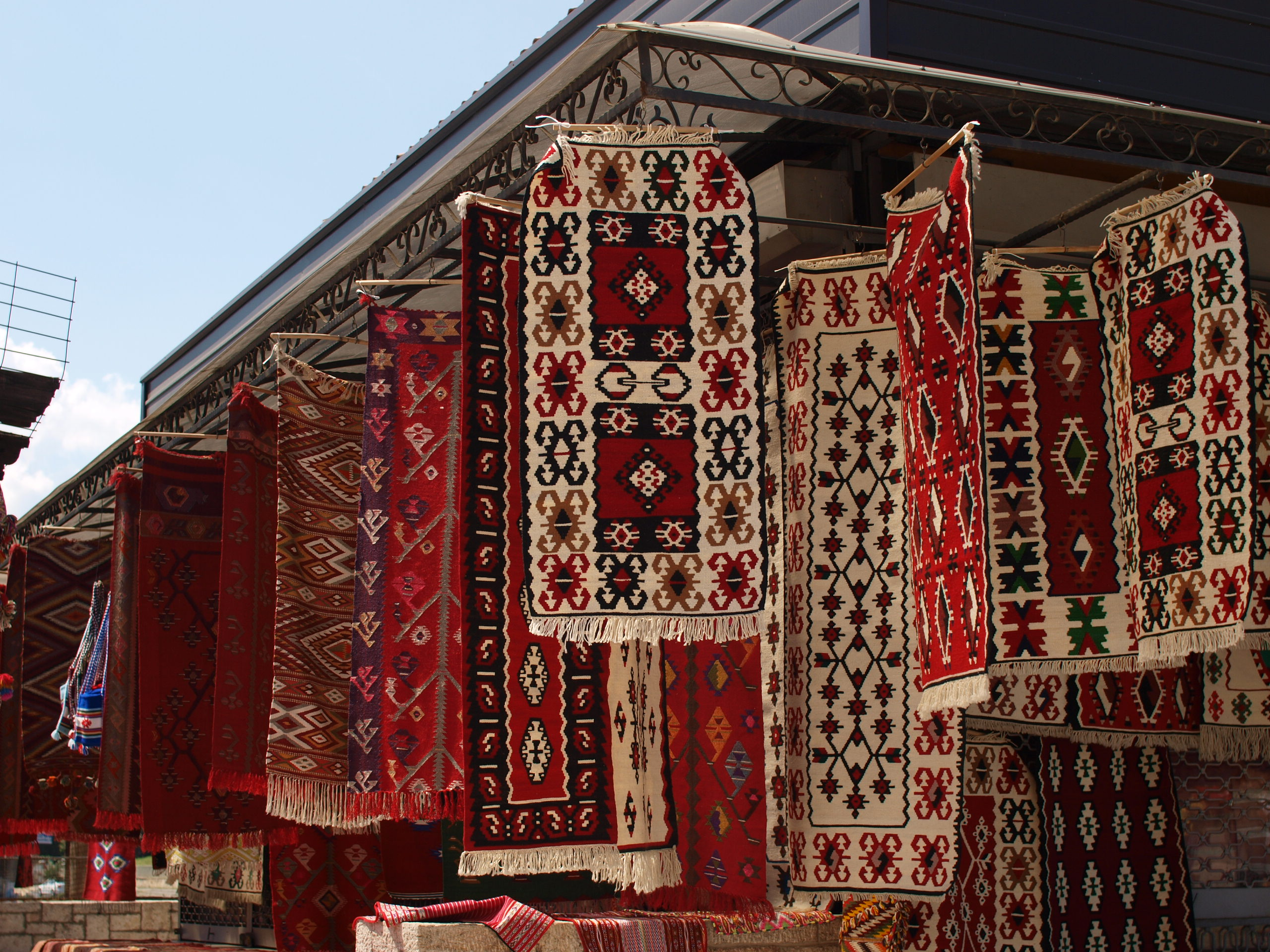
Magasin de tapis dans le vieux bazar de Skopje.

Le commerce macédonien s'appuie surtout sur les magasins traditionnels qui comptabilisent près de vingt mille enseignes en 2008, mais la grande distribution est implantée dans les villes, avec 212 grandes et 798 petites surfaces. Le hard-discount est également présent, avec 162 enseignes.
L'artisanat macédonien est menacé par la modernisation des modes de consommation, et le gouvernement tente de le protéger, par exemple en offrant des fonds pour l'achat de matériel. L'artisanat traditionnel est important pour la Macédoine car il forme un argument touristique non négligeable et peut contribuer aux exportations. Les entreprises artisanales sont emblématiques des vieux bazars hérités de l'ère ottomane et elles travaillent le cuivre, l'or, l'argent, fabriquent des armes, des vêtements ou encore de la menuiserie.

### Tourisme

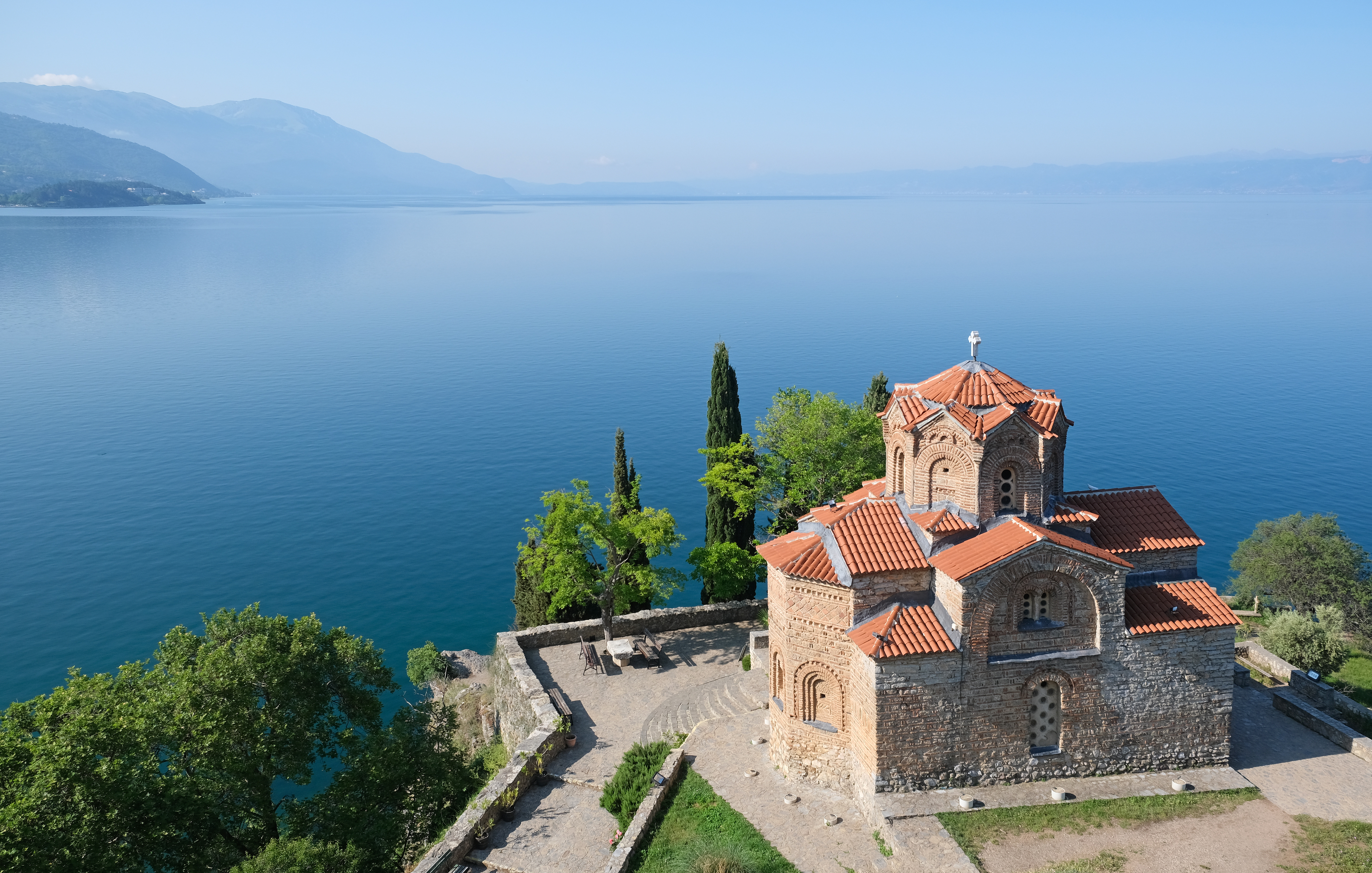
Saint-Jean de Kaneo et le lac d'Ohrid, symboles touristiques du pays.

Le tourisme en Macédoine du Nord est encore relativement confidentiel, bien qu'en développement et contribue à hauteur de 1,8 % au PIB en 2008. Entre 1997 et 2008, le chiffre d'affaires des hôtels et des restaurants a augmenté en moyenne de 4,64 % par an. Le nombre de visiteurs étrangers augmente lui aussi constamment, par exemple de 14,6 % en 2011. Cette année-là, le pays a accueilli presque 262 000 touristes étrangers, surtout venus des pays voisins comme la Grèce, la Serbie et l'Albanie, mais aussi des pays d'Europe de l'Ouest et des États-Unis. Le nombre de visiteurs étrangers en 2011 est toutefois très loin des moyennes des années 1980, lorsque le pays faisait partie de la Yougoslavie. En effet, la Macédoine du Nord accueillait alors environ 600 000 touristes par an, et a atteint les 689 000 visiteurs étrangers en 1987.
La Macédoine du Nord, bien que dépourvue de littoral, possède un certain potentiel touristique, notamment grâce à ses montagnes et sa nature préservée, mise en valeur dans les trois parcs nationaux du pays. La capitale touristique du pays est Ohrid, classée au Patrimoine mondial de l'Unesco. La ville est célèbre pour son lac, bordé par plusieurs plages, et pour ses nombreux monuments historiques. Skopje, la capitale politique et économique, a perdu l'essentiel de son patrimoine lors du tremblement de terre de 1963 mais conserve un quartier ottoman avec des hammams et des mosquées, ainsi qu'une forteresse et des musées d'envergure nationale. La ville de Bitola est quant à elle réputée pour son architecture du XIXe siècle et ses nombreux consulats, ouverts lorsque la ville était ottomane. Les petites villes, comme Štip, Vélès, Kratovo ou Krouchevo sont d'autres petites attractions touristiques pour leur caractère pittoresque, tout comme les innombrables monastères orthodoxes. L'écotourisme est en développement dans quelques villages, comme Galitchnik ou Braytchino, tout comme le tourisme thermal, par exemple à Katlanovo, la principale station du pays. Les quelques stations de ski connaissent elles aussi un certain développement, avec une fréquentation en hausse de 35 % entre 2011 et 2012.

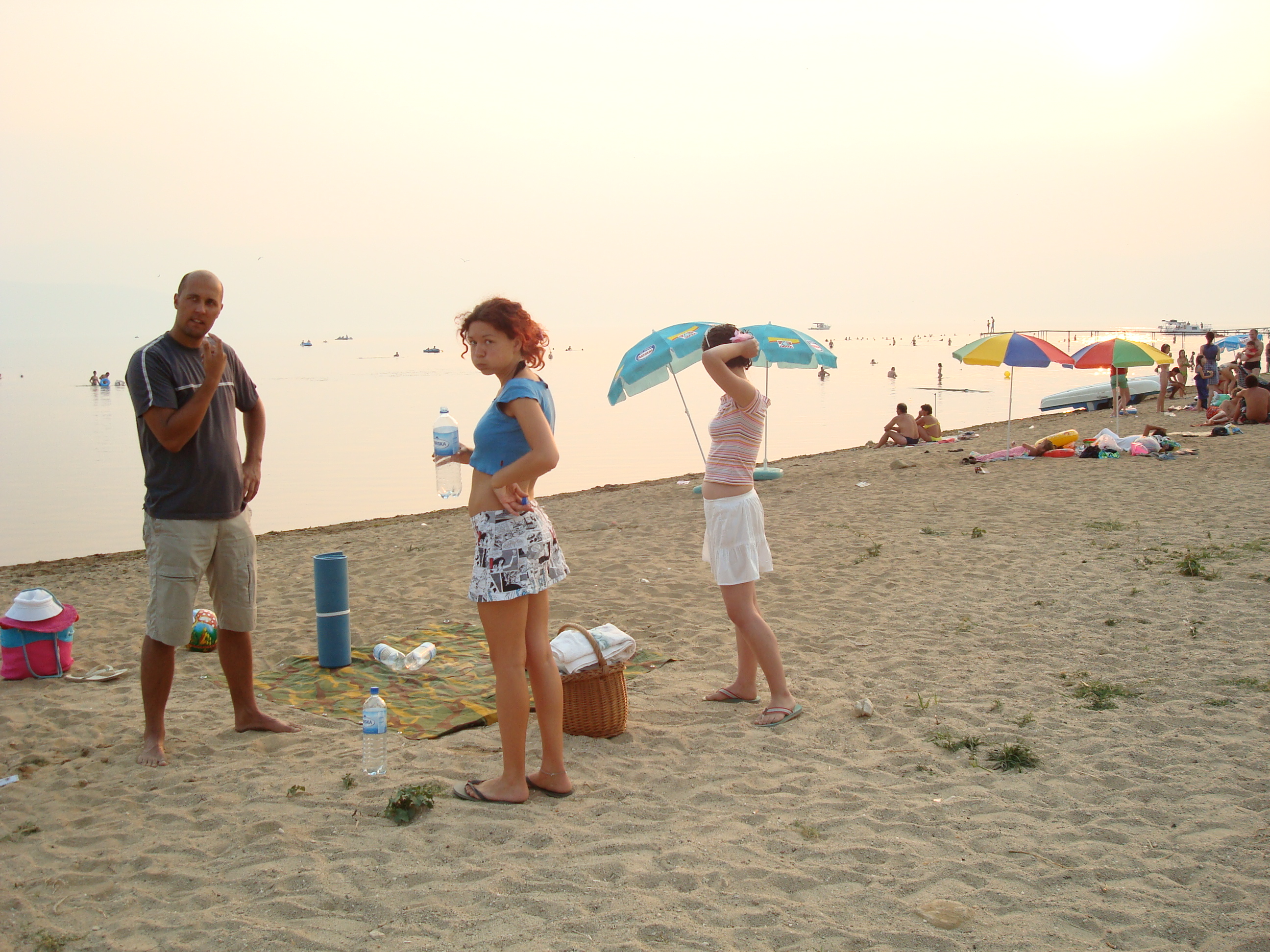
Plage sur le lac Prespa.
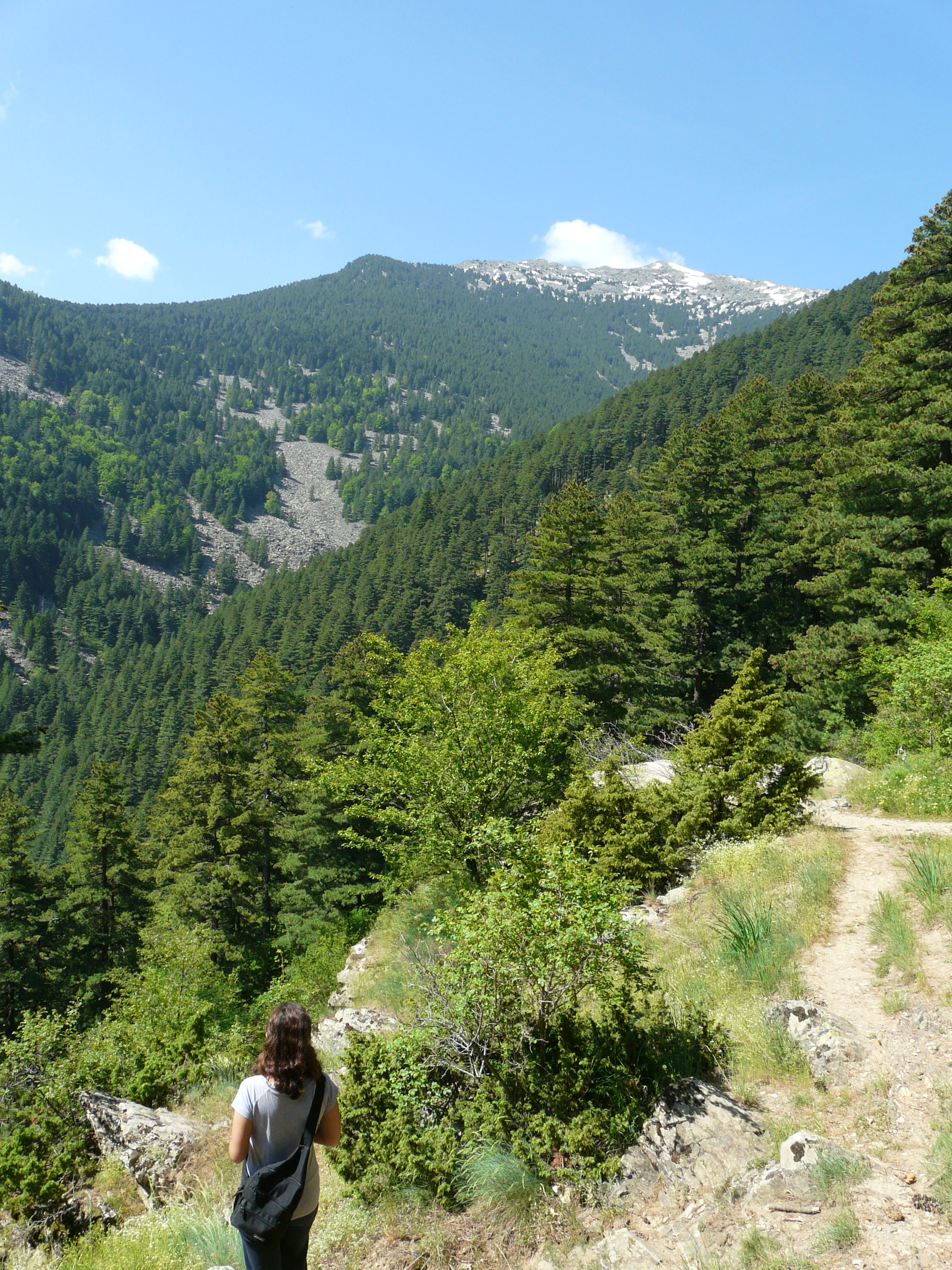
Le parc national du Pelister.
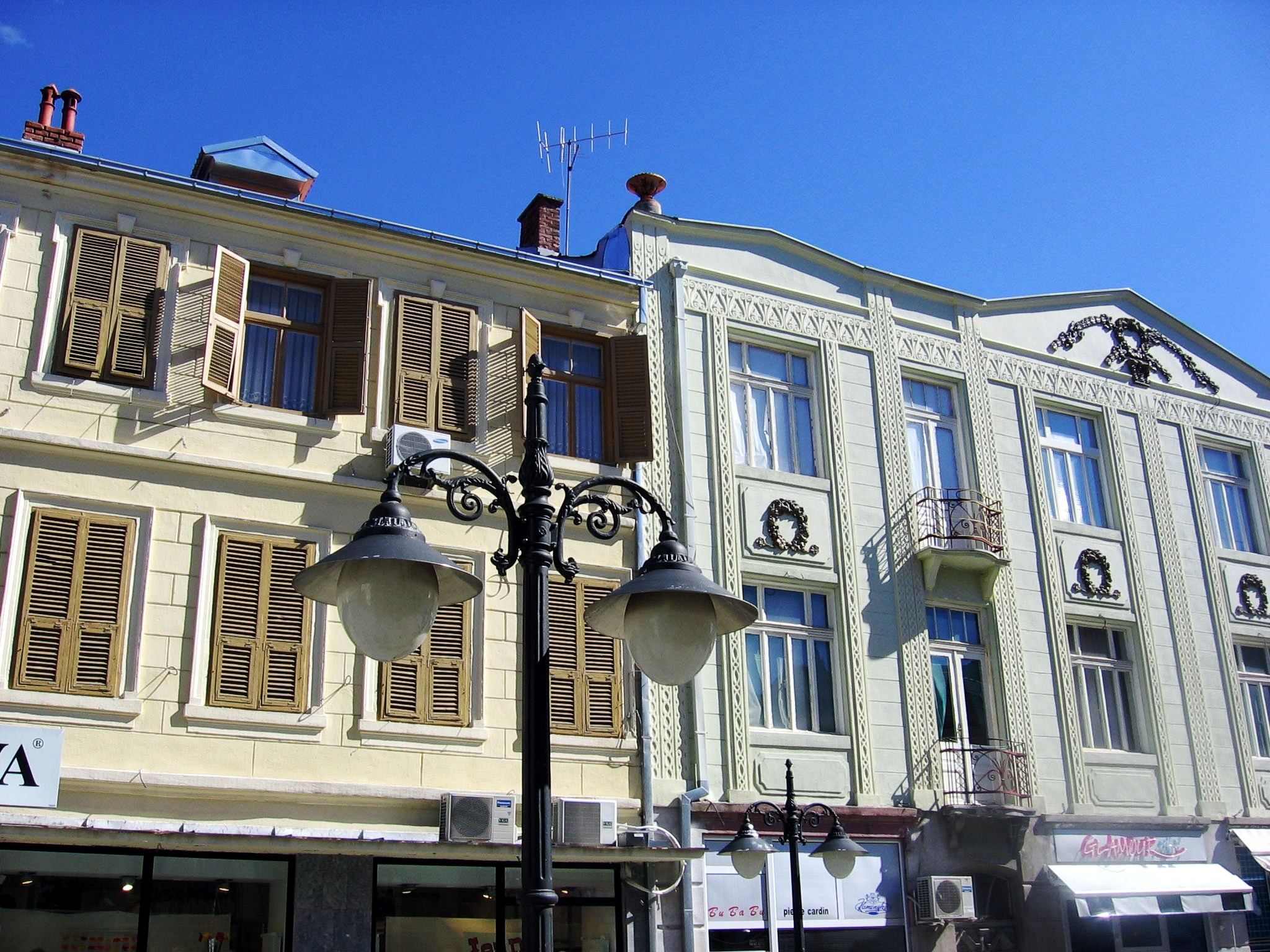
Architecture du XIXe siècle à Bitola.
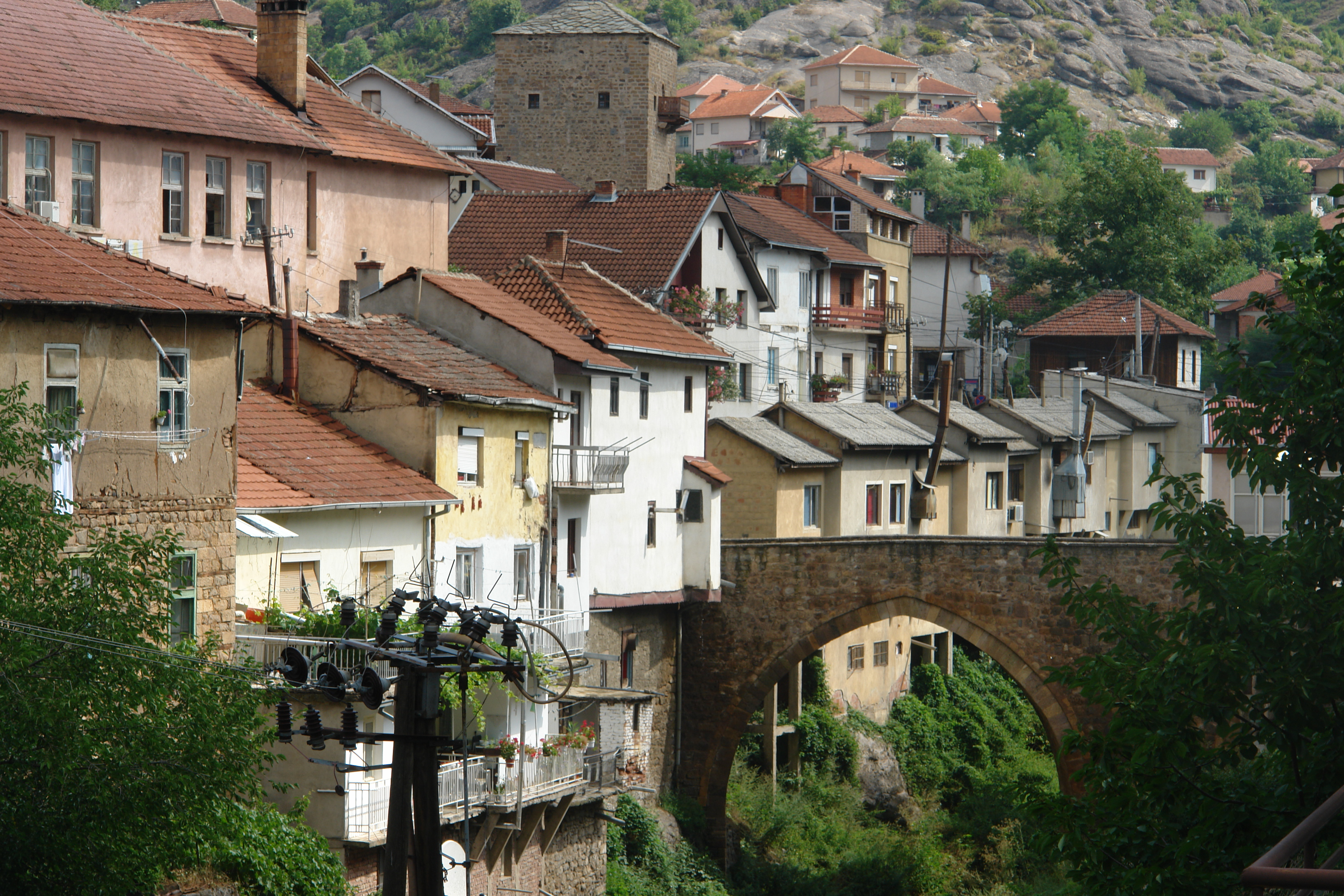
La vieille-ville de Kratovo.
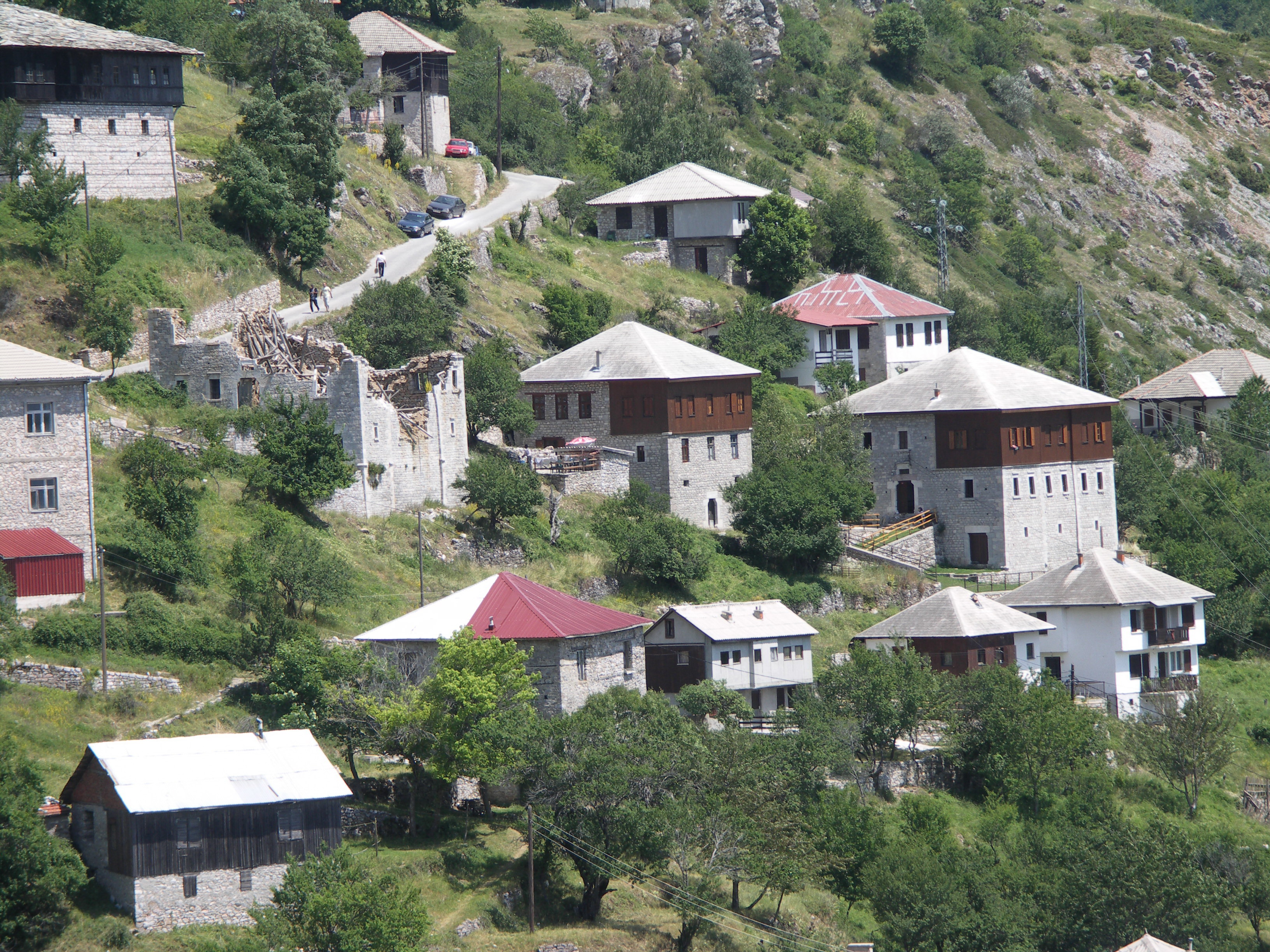
Le village de Galitchnik.
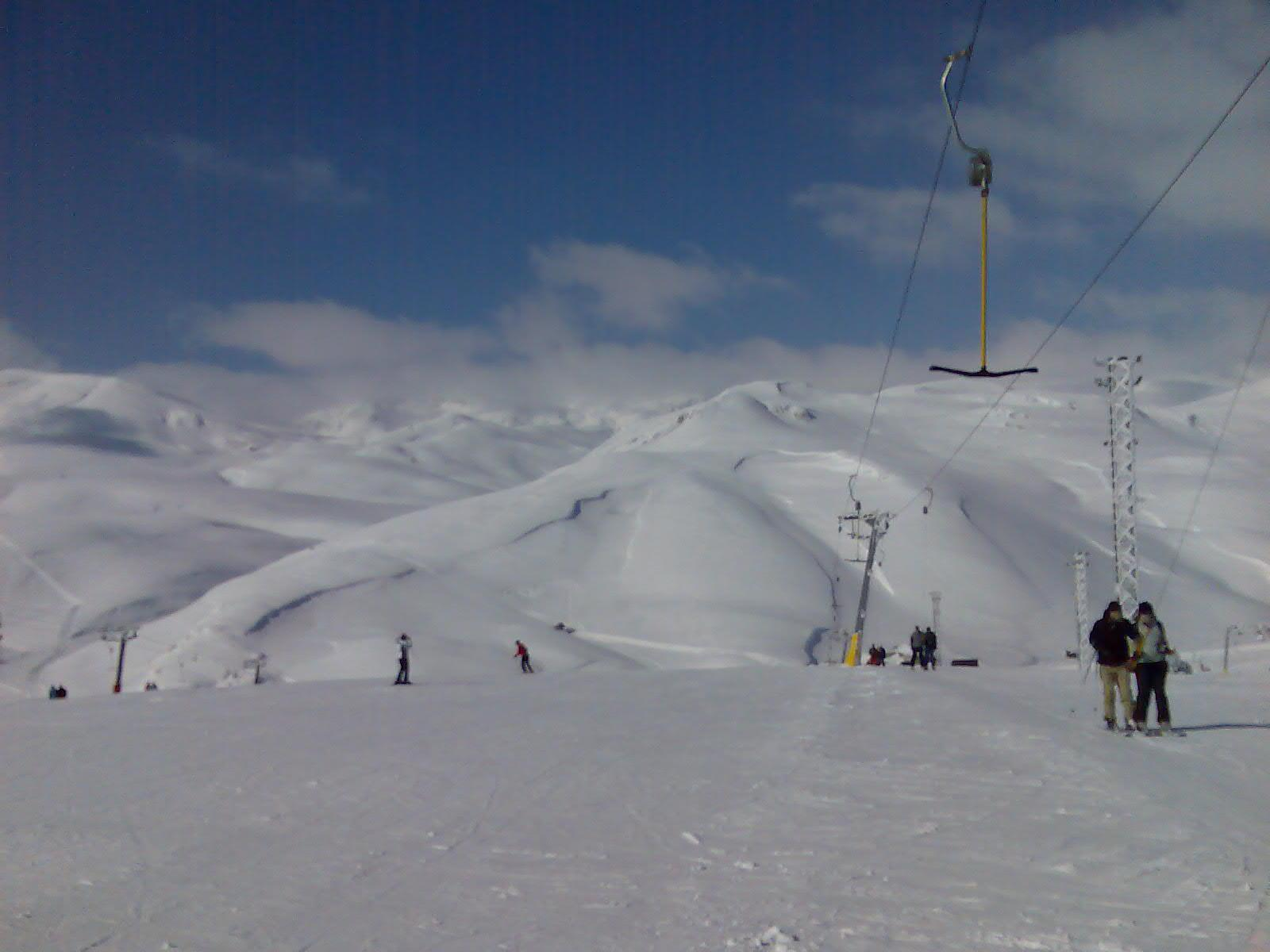
Station de ski de Zare Lazarevski.

### Finance

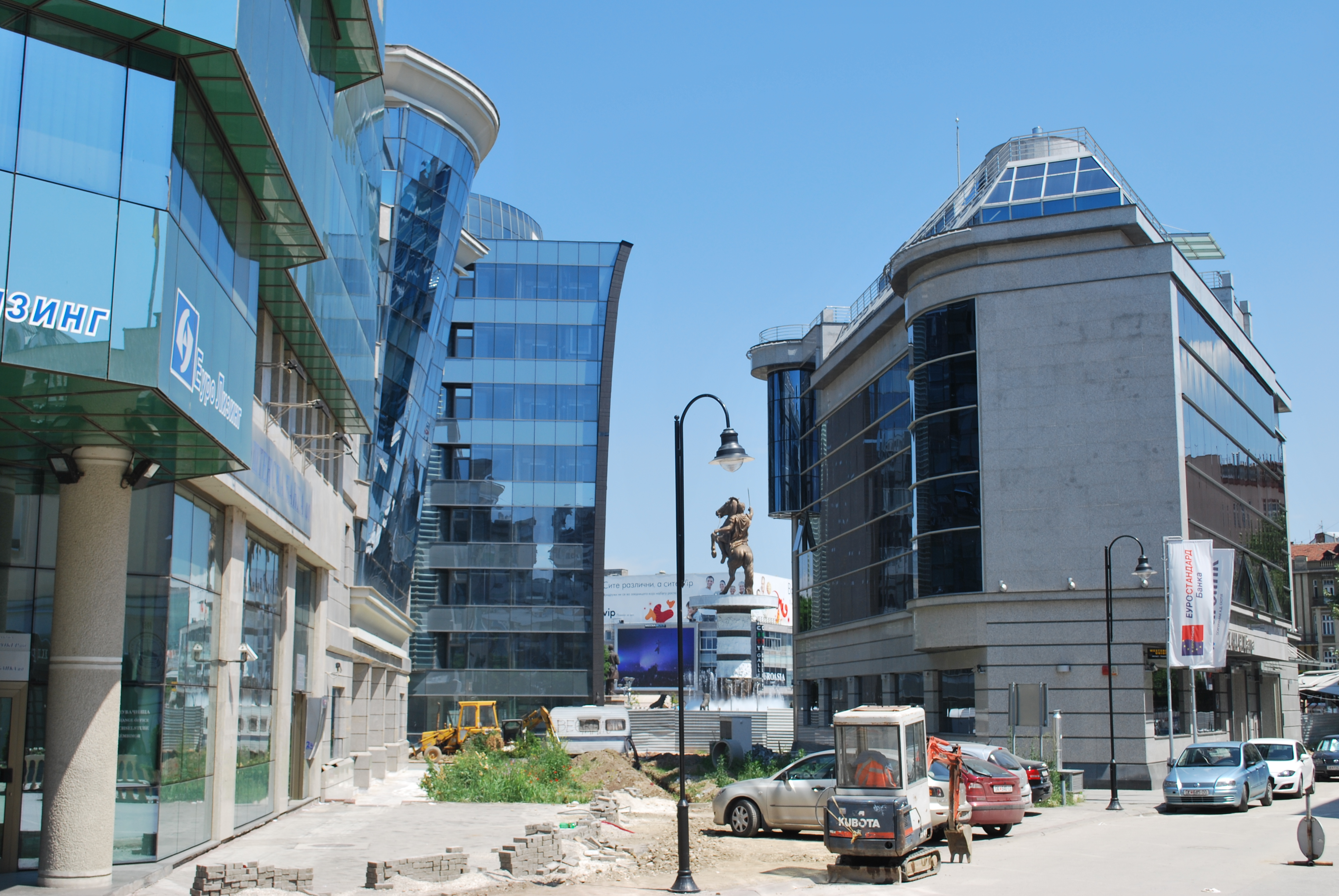
Le petit quartier des affaires de Skopje.

Le secteur bancaire macédonien est caractérisé depuis le passage à l'économie de marché par des politiques prudentes et rigoureuses, à cause de la fragilité économique du pays. Le marché est largement investi par les groupes étrangers, comme l'Autrichien Steiermärkische Sparkasse, le Liechtensteinois Hypo Investbank et le Français Société générale qui ont acheté des entreprises locales. Les plus grands groupes bancaires macédoniens sont la Komercijalna Banka Skopje, la Stopanska banka Bitola, la TTK Banka Skopje, la Stopanska banka Skopje et la Tutunska banka Skopje,.
La bourse macédonienne est le marché officiel des actions en Macédoine du Nord. Son principal indice, le MBI 10, qui regroupe les cours de 10 actions parmi les plus échangées, représentait une capitalisation totale de plus de 27 milliards de denars, soit plus de 440 millions d'euros à la fin 2011.

## Économie parallèle
Une importante économie parallèle existe en Macédoine du Nord, elle est estimée à 20 % du PIB. Celle-ci existe surtout à cause de taxes sur les entreprises élevées, de l'augmentation de la législation économique, de la diminution de l'âge de départ à la retraite, du chômage et du déclin de la confiance et du respect vis-à-vis de l'État. La plupart des entreprises actuelles sont nées pendant la transition après l'indépendance. Elles se sont créées dans un contexte flou et laxiste. Cependant, depuis que la Macédoine du Nord est candidate à l'Union européenne, les règles deviennent de plus en plus contraignantes et nombre d'entrepreneurs ne peuvent pas les respecter sans risquer la faillite. En 2004, le nombre de travailleurs illégaux s'élève à 109 300, ce qui ramène le taux de chômage officiel de la même année, 35 %, à 20 %. Afin de remédier à l'économie illégale, le gouvernement macédonien a instauré en 2007 un impôt à taux unique pour les entreprises. Ce nouveau taux, inspiré de celui de l'Estonie, doit aussi attirer les entreprises étrangères.